# Dietmar Köster
Dietmar Köster (* 6. Januar 1957 in Schwerte) ist ein deutscher Soziologe und Politiker (SPD). Von 2014 bis 2024 war er Mitglied des Europäischen Parlaments.

## Leben
Köster studierte Sozialwissenschaften in Bochum. 2001 wurde er an der Universität Dortmund zum Dr. phil. promoviert. Er war Mitbegründer des „Arbeitskreises Kritische Gerontologie“ der Deutschen Gesellschaft für Gerontologie und Geriatrie (DGGG) und stand diesem später vor. Er übernahm dann die Geschäftsführung des Forschungsinstituts Geragogik (FoGera) in Witten. Derzeit bekleidet er eine Professur an der Fachhochschule Dortmund.
Er war Orts- und Stadtverbandsvorsitzender seiner Partei in Wetter. Von 2002 bis 2004 und wieder seit 2006 ist er Landesvorstandsmitglied der SPD Nordrhein-Westfalen. 2009 kandidierte er erfolglos er bei der Europawahl.
Von 2014 bis 2024 war er Mitglied des Europäischen Parlaments. Zunächst war er von 2014 bis März 2017 ordentliches Mitglied im Rechtsausschusses und stellvertretendes Mitglied im Ausschusses für Kultur und Bildung. 2017 wechselte Köster seine Ausschüsse. Seither war er ordentliches Mitglied im Ausschuss für Bürgerliche Freiheit und Justiz (LIBE), sowie weiterhin stellvertretendes Mitglied im Ausschuss für Kultur und Bildung. Neben den Ausschüssen war Köster Mitglied der Delegation für die Beziehungen zu den Vereinigten Staaten sowie stellvertretendes Mitglied in der Paritätischen Parlamentarischen Versammlung AKP-EU. Bei der Europawahl 2024 trat er nicht erneut an.
Köster ist Mitglied in der Europa-Union Deutschland und in der ver.di und war u. a. Organisator von Ostermärschen.

## Politisches
Köster gilt in der SPD als Mitglied des parteilinken Flügels und engagiert sich im Bundesvorstand des Forum DL.21.
In der SPD gilt Köster als einer der vehementesten Kritiker der Freihandelsabkommen TTIP und CETA.
Im Europäischen Parlament setzt sich Köster vor allem gegen Diskriminierung, Antiziganismus und Antisemitismus ein.
Im Europäischen Parlament stimmte Köster gegen einen Antrag zur Einstufung der Russischen Föderation als dem Terrorismus Vorschub leistender Staat. In seiner Abstimmungserklärung begründete Köster, der Begriff „Terrorismus“ sei in der EU juristisch unbestimmt und verharmlose somit die Kriegsverbrechen Russlands. Die Einstufung als terrorunterstützender Staat verfolge demnach lediglich das Ziel, Diplomatie und Verhandlungen zur Beendigung des Krieges auszuschließen. Das erhöhe seiner Ansicht nach die Gefahr, dass die NATO in den Krieg hineingezogen werde.

## Schriften (Auswahl)
- Strukturwandel und Weiterbildung älterer Menschen. Eine Studie des neuen alters im Auftrag der Hans-Böckler-Stiftung und des Ministeriums für Arbeit, Gesundheit und Soziales NRW (= Dortmunder Beiträge zur Sozial- und Gesellschaftspolitik, Band 18). Lit, Münster 1998, ISBN 3-8258-3881-1.
- Gewerkschaftlich ausgerichtete Seniorenbildungsarbeit in der Praxis. Seminarbeispiele aus der Bildungsstätte „Neues Alter“ (= Edition der Hans-Böckler-Stiftung, Band 18). Hans-Böckler-Stiftung, Düsseldorf 1999, ISBN 3-928204-91-2.
- mit Renate Schramek, Silke Dorn: Qualitätsziele moderner SeniorInnenarbeit und Altersbildung. Das Handbuch. Athena, Oberhausen 2008, ISBN 978-3-89896-326-8.